# George Leonard Staunton

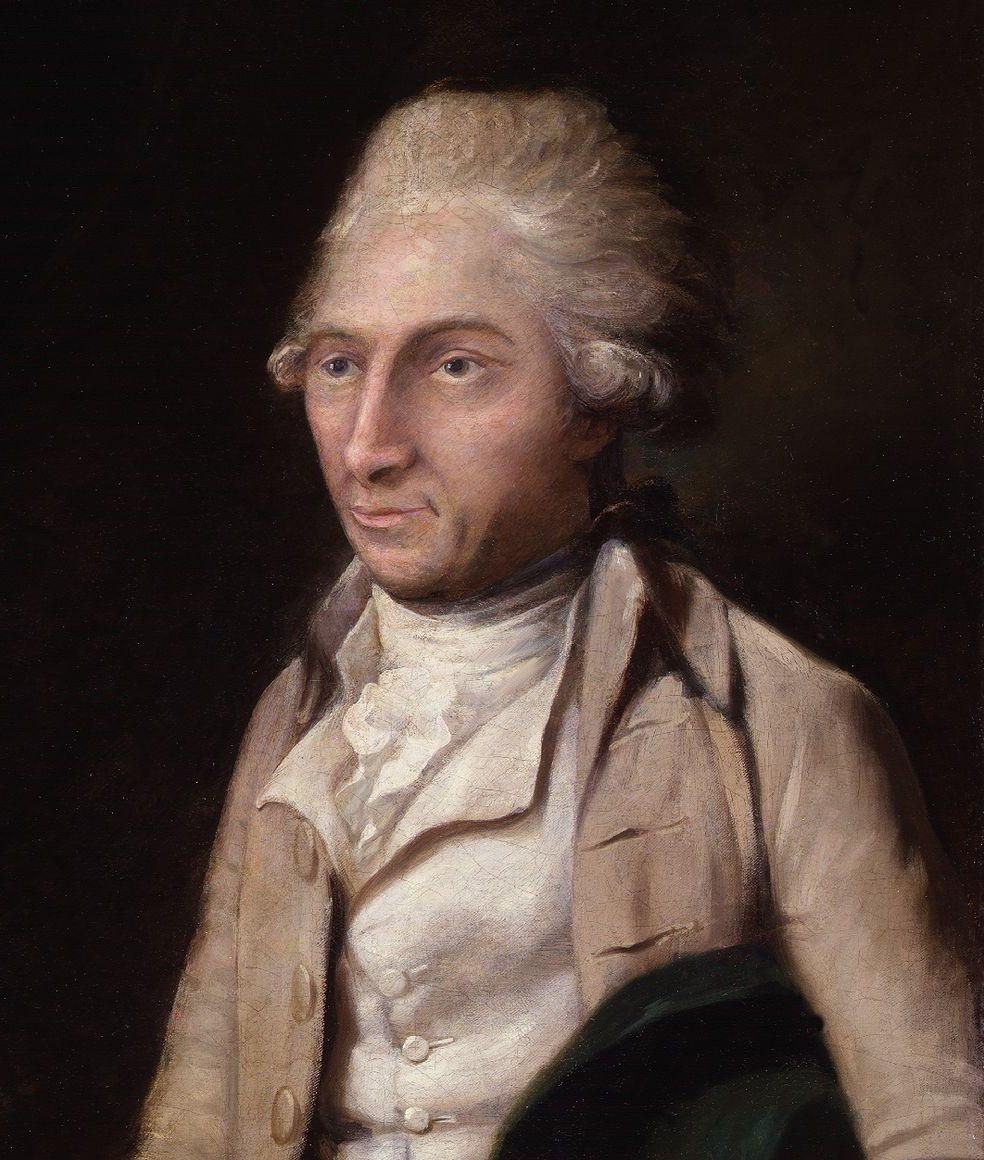
George Leonard Staunton, Lemuel Francis Abbott, circa 1785

Sir George Leonard Staunton, 1. Baronet (* 19. April 1737 in Galway, Irland; † 14. Januar 1801 in London) war ein Reisender, Arzt und Diplomat im Dienste von Großbritannien. Sein offizielles botanisches Autorenkürzel lautet „Staunton“.  

## Leben und Wirken
Staunton studierte an der Universität Montpellier Medizin und kam 1762 als Arzt nach Westindien, wo er Sekretär von George Macartney, 1. Earl Macartney, dem Gouverneur der Insel Grenada, wurde. Diesen begleitete Staunton nach Ostindien, als Macartney im Auftrag der Britischen Ostindien-Kompanie die Statthalterschaft von Madras übernahm. Auf der Gesandtschaftsreise Macartneys nach China (1792 bis 1794) begleitete ihn Staunton als Legationssekretär und erhielt zugleich den Titel eines außerordentlichen Gesandten und bevollmächtigten Ministers. Auf dieser Reise beobachtete er die chinesische Sitte, Tee mit Orangengeschmack zu versehen, später als Earl Grey bezeichnet. Heute wird Earl Grey allerdings mit Bergamotte versehen.
Am 31. Oktober 1785 wurde Staunton in der Baronetage of Ireland der erbliche Adelstitel Baronet, of Cargins in the County of Galway, verliehen.
George Leonard Staunton starb am 14. Januar 1801 in London. Sein Sohn George Thomas Staunton (1781–1859) machte später ebenfalls bei der Ostindienkompanie Karriere, bereiste Indien und wurde Abgeordneter im britischen Parlament.

## Ehrungen
Nach Staunton ist die Pflanzengattung Stauntonia DC. aus der Familie der Fingerfruchtgewächse (Lardizabalaceae) benannt.

## Schriften
- An authentic account of an embassy from the King of Great Britain to the Emperor of China. 2 Bände. London 1797. 2. Auflage 1798.[3]  Großen Anteil an dieser Publikation hatte John Barrow.